# Le Retour d'Ulysse (film)
Pour les articles homonymes, voir Le Retour d'Ulysse.
Le Retour d'Ulysse est un film muet français réalisé par André Calmettes et Charles Le Bargy, sorti en 1908.

## Fiche technique
- Titre : Le Retour d'Ulysse
- Réalisation : André Calmettes et Charles Le Bargy
- Scénario : Jules Lemaître et Emile Fabre (non crédité)[2]
- Musique : Georges Hüe
- Directeur de la photographie : Émile Pierre
- Pays d'origine :  France
- Langue : film muet avec les intertitres en français
- Métrage :  320 m.
- Format : Noir et blanc — 35 mm — 1,33:1 — Muet
- Genre : Film d'aventure
- Durée : 11 minutes
- Dates de sortie : 24.12.1908 (Paris)

## Distribution
- Paul Mounet : Ulysse
- Régina Badet[3] : Pénélope
- Albert Lambert : Antinoüs
- Louis Delaunay : Le grand prêtre